# Isaías Pessotti
Isaias Pessotti (São Bernardo do Campo, 28 de Setembro de 1933 - Ribeirão Preto, 26 de março de 2024) foi um escritor, psicólogo e professor universitário brasileiro. Como escritor ganhou o Prêmio Jabuti em 1994. Foi professor da Universidade de São Paulo (USP) e da Universidade Federal de São Carlos (UFSCar). Graduou-se em psicologia pela Universidade de São Paulo (USP) no ano de 1955. Doutorou-se em psicologia também pela USP em 1969, orientado por Carolina Martuscelli Bori, com a tese Discriminação condicional em Melipona Micheneria Rufiventris Lepeletir.

## Produção intelectual

### Obras de literatura
- Pessotti, I. (1993). Aqueles cães malditos de Arquelau. Rio de Janeiro: Ed. 34. 256p. - Prêmio Jabuti (1994), melhor romance nacional, livro do ano.
- Pessotti, I. (1996). O manuscrito de Mediavilla. Rio de Janeiro: Ed. 34.
- Pessotti, I. (1997). A lua da verdade. Rio de Janeiro: Ed. 34.

### Publicações em psicologia
- Pessotti, I. (1976). Pré-História do Condicionamento. São Paulo: HUCITEC-EDUSP, 145p.
- Pessotti, I. (1978). Ansiedade. São Paulo: E.P.U., 136p.
- Pessotti, I. (1979). Pavlov. São Paulo: Ática, 207p.
- Pessotti, I., & Lé'Sénéchal, A. M. (1981). Aprendizagem em abelhas. I - Discriminação simples em onze espécies. Acta Amazonica, 11(3), 653-658.[6]
- Pessotti, I. (1988). Notas para uma história da psicologia brasileira. Em: Conselho Federal de Psicologia. Quem é o psicólogo brasileiro? (pp. 17–31) São Paulo: Edicon.
- Pessotti, I. (1996). O século dos manicômios. São Paulo: Ed. 34. 304p.
- Pessotti, I. (1998). Minha Chefe, Dona Carolina. Psicologia USP, 9(1), 243-246.[7]
- Pessotti, I. (1999). Os nomes da loucura. São Paulo: Ed. 34. 264p.
- Pessotti, I. (2006). Sobre a teoria da loucura no século XX. Temas em Psicologia, 14(2), 113-123.[8]
- Pessotti, I. (2007). Demência, dementia praecox, esquizofrenia. O Que Nos Faz Pensar, 16(22), 113-143.[9]